# Довгостроковий запас (ядерна зброя)
Довгостроковий запас — арсенал ядерної зброї Сполучених Штатів після закінчення холодної війни.
Під час холодної війни Сполучені Штати виробили понад 70 000 одиниць ядерної зброї. До її кінця запаси США становили близько 23 000 одиниць зброї 26 різних типів. Виробництво ядерної зброї припинилося в 1989 році, і відтоді наявну зброю зняли з експлуатації, демонтували або законсервували. Станом на  2001, Тривалий запас складався з близько 9600 одиниць зброї 10 типів. Станом на  2004, близько 3000 одиниць цієї зброї перевели в найнижчий ступінь готовності, в якому вона не розібрана, але вже не перебуває на бойовому озброєнні. У 2021 році вебсайт Міністерства енергетики заявив, що запаси були найнижчими з 1960 року.
Зброя в довгостроковому запасі класифікується за рівнем готовності. Є три рівні:
- Активна служба: повністю готова, підключена до системи доставки та доступна для негайного використання (наприклад, шахтні міжконтинентальних балістичних ракет і підводні човни з балістичними ракетами)
- Хедж-запас: повністю готовий, але зберігається; доступний протягом хвилин або годин; не підключені до систем доставки, але системи доставки доступні (наприклад, запаси ракет і бомб, що зберігаються на різних базах ВПС)
- Неактивний резерв: не в робочому стані та/або не мають негайно доступних систем доставки, але можуть бути готові за потреби.

У 2004 році запаси включали 5886 стратегічних боєголовок і 1120 одиниць тактичної зброї. Стратегічне озброєння включало 1490 боєголовок міжконтинентальних балістичних ракет, 2736 боєголовок балістичних ракет підводних човнів, 1660 бомбардувальників, таких як стратегічні гравітаційні бомби B61 і B83, ALCM AGM-86 і кілька сотень запасних боєголовок. Тактичне озброєння складається з 800 тактичних гравітаційних бомб В61 і 320 ядерних боєголовок для ракет Томагавк.
Договір СНО-2 передбачав скорочення в цілому до 3500—3000 боєголовок, але не був ратифікований російською Думою. Замінений Договір про скорочення стратегічних наступальних озброєнь 2002 року відклав скорочення до 2012 року з обмеженням у 2200 оперативно розгорнутих боєголовок. Новий договір СНО, підписаний у 2010 році, передбачає зниження цього ліміту до 1550 боєголовок і був ратифікований російською Думою 26 січня 2011 року.